# Presidente do conselho de administração

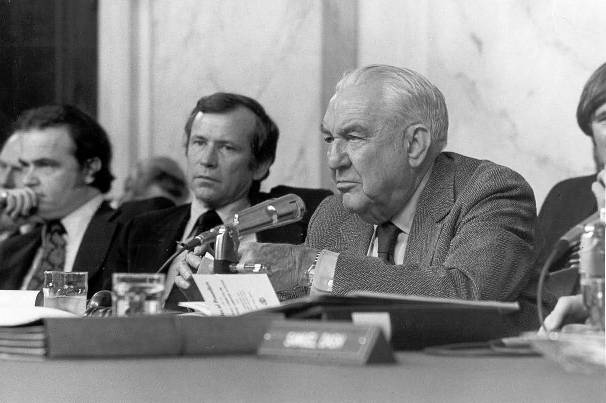
Exemplo de um Presidente do Conselho de Administração, Sam Ervin, em 1973.

Presidente do Conselho de Administração (em inglês simplesmente Chairman ou Chairwoman) é o mais alto representante de um grupo empresarial ou empresa individual, nomeadamente num conselho de administração, comitê ou assembleia deliberativa. A pessoa que toma posse do cargo é normalmente eleita ou nomeada pelos membros do grupo. O Chairman preside às reuniões do grupo e conduz a ordem dos trabalhos. Quando os membros não estão reunidos em sessão, os deveres do Chairman passam por atuar como o mais alto representante do grupo e seu porta-voz. Em algumas empresas, esse título pode ser simplesmente chamado de presidente.

## Terminologia
Outros termos usados às vezes para a função e seu detentor podem ser presidência, presidente oficial, presidente e moderador. O chairman de uma câmara parlamentar é muitas vezes chamado de Speaker (no Brasil, Presidente do Congresso Nacional do Brasil).

## Uso
Embora chairwoman possa ser usado às vezes como uma contraparte feminina de chairman, os termos chair e chairperson às vezes são usados para evitar títulos de gênero diferente. A National Association of Parliamentarians (Associação Nacional dos Parlamentares) não aprova uso de "chairperson".
O vice-chairman (vice-presidente do Conselho de Administração) é o secundário do chairman, às vezes é escolhido para assistir o presidente e o representa, em caso de ausência ou quando um movimento envolvendo o chairman está sendo discutido. Na ausência do chairman e vice-chairman, os grupos, por vezes, elegem um chairman temporário para preencher o papel de uma única reunião.
O termo chair (cadeira em inglês) pode ser uma referência ao lugar do qual o titular do cargo preside, seja em uma cadeira, em um púlpito, ou em outro lugar. Durante as reuniões, costuma-se dizer que a pessoa que preside está "in the chair" (na cadeira, em português).

## Meio corporativo
Existem três tipos de chaiman nas grandes corporações.
- Chairman e CEO – O CEO (diretor executivo) é fiscalizado e recebe diretrizes do Conselho de Administração. Há casos em que o CEO seja igualmente o Presidente do Conselho de Administração. Por vezes, quando uma pessoa possui ambos os títulos — Presidente do Conselho de Administração e CEO — pode haver outra pessoa com o título de Diretor de Operações (COO).
- Presidente executivo – Uma função diferente de CEO , em que o titular exerce influência sobre as operações da empresa, tais como Steve Case, da AOL Time Warner e Douglas Flint do HSBC. Por exemplo, o cargo de Chairman no HSBC é considerada a posição mais alta da instituição bancária, superando o diretor executivo (CEO), e é responsável por liderar o Conselho e representar a empresa em reuniões com os representantes de governo .[11][12] Antes da criação do conselho de administração do grupo, em 2006, o chairman do HSBC essencialmente manteve as funções de um executivo (ou cargo equivalente em outras instituições), enquanto o diretor executivo atuava como vice. Após a reorganização de 2006, o quadro de gestão passou a conduzir o negócio, enquanto o presidente passou a supervisionar os controles do negócio através da compliance e auditoria, para administração do negócio.[13]
- Presidente não-executivo – também um posto à parte do CEO, ao contrário de um presidente executivo, um presidente não-executivo não interfere em assuntos da empresa no dia- a-dia. Em todo o mundo, muitas empresas têm separado os papéis de presidente e CEO, muitas vezes resultando em um presidente não-executivo, dizendo que esta mudança melhora a governança corporativa.

As funções dos Presidentes não-executivos são tipicamente limitadas a assuntos diretamente relacionados ao Conselho, tais como:
- Presidir as reuniões do Conselho.
- Organizar e coordenar as atividades da diretoria, definindo sua agenda anual.
- Analisar e avaliar o desempenho do CEO e de outros membros do conselho.

Muitas empresas dos Estados Unidos têm um presidente executivo, e este método de organização é muitas vezes chamado o modelo americano. Ter um presidente não-executivo é comum no Reino Unido e no Canadá, e às vezes é chamado o modelo britânico. O parecer dos especialistas, geralmente, é bastante dividido quanto ao melhor modelo.
Exemplos de empresas que possuem tanto um presidente executivo, quanto um CEO incluem Ford, HSBC, Google, e HP.